# Patroontekenen

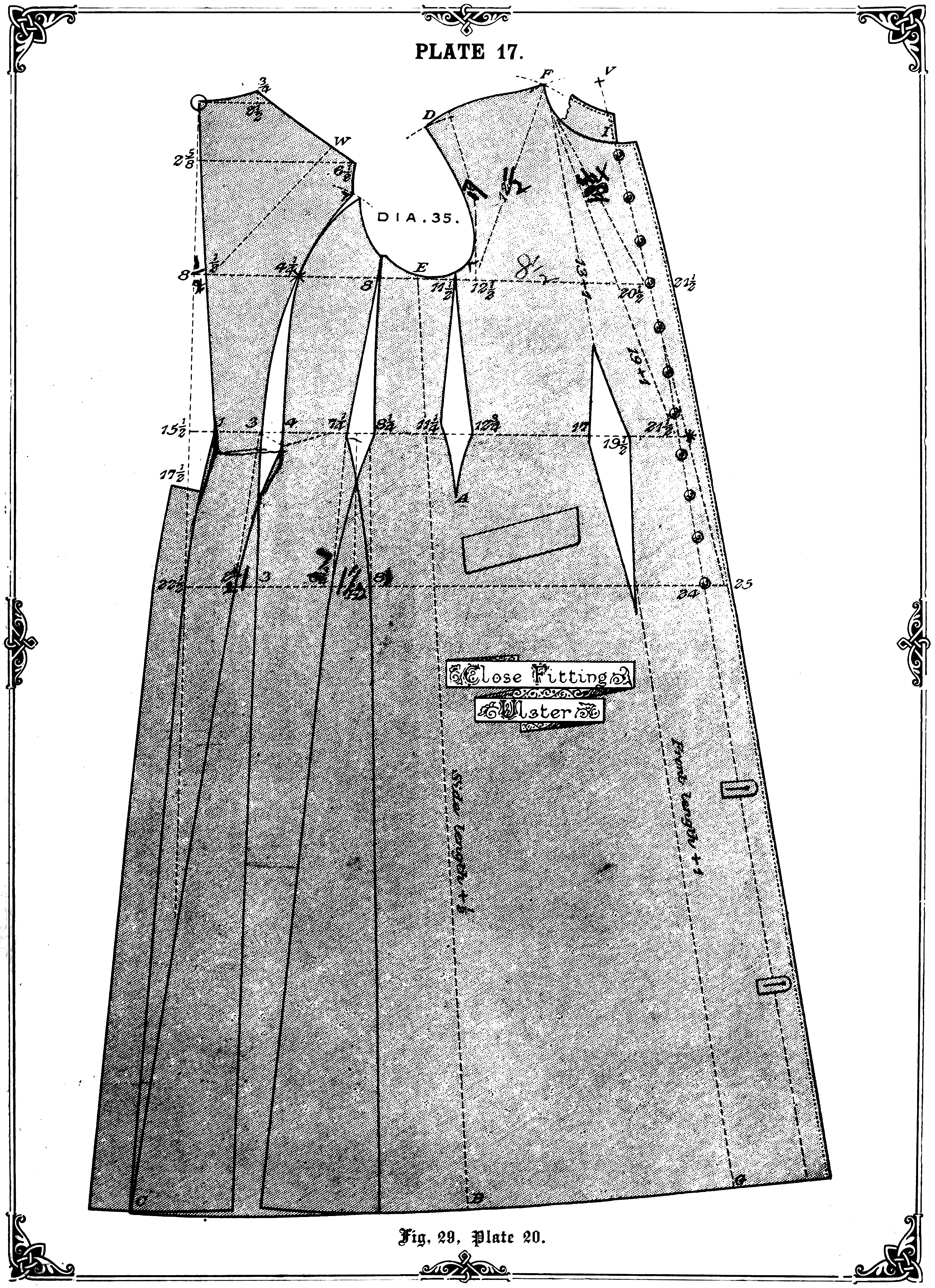
Een patroontekening voor een jurk, rond 1890. De verschillende delen zijn door elkaar heen getekend. De mouwen, kraag etc. zijn hier niet weergegeven.

Patroontekenen is het uittekenen van een kledingstuk in vlakke vorm op papier, zodat het aldus verkregen patroon gebruikt kan worden om een kledingstuk in de betreffende vorm te knippen en vervolgens in elkaar te zetten. In de meeste gevallen wordt uitgegaan van standaard patronen die aangepast worden aan de maten van de persoon voor wie het kledingstuk bestemd is. Hiervoor bestaan verschillende methodes.
In de haute couture worden de patronen anders gemaakt. Bijvoorbeeld kan de stof direct gedrapeerd of geknipt worden rond een paspop (moulage), en vervolgens aan elkaar genaaid. Na het weer lostornen wordt het patroon gemaakt vanaf de losse stukken stof.
Voor het leren patroontekenen kan men een opleiding aan een modevakschool of hogeschool volgen, maar er zijn ook kortere, gespecialiseerde cursussen. Iemand die van het patroontekenen haar beroep heeft gemaakt wordt coupeuse genoemd.

## Methodes

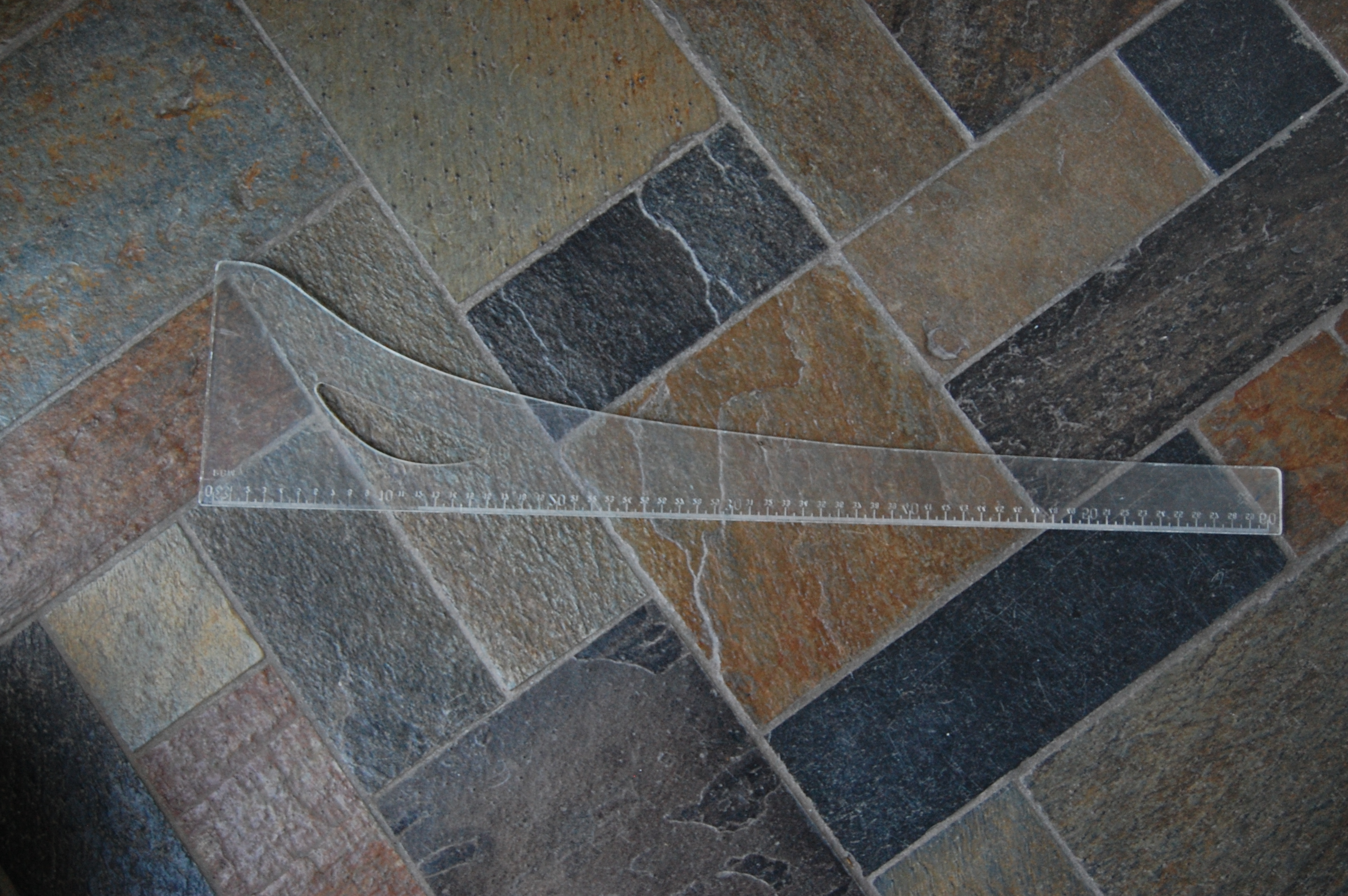
Doorschijnende kunststof liniaal voor patroontekenen

Er bestaan verschillende methodes voor patroontekenen:
- Charles Montaigne[1]
- Danckaerts, genoemd naar mw. Danckaerts die in 1890 een school begon.[6][7]
- Lutterloh systeem, dat sinds 1935 bestaat.[8][9] In Nederland wordt dit systeem ook wel De Gouden Snit genoemd.
- Rundschau of M. Müller & Sohn[10]
- Papenhuizen (Almelo)[11]

Deze systemen zijn er met name op gericht om een bestaand patroon aan te kunnen passen aan de maten van de persoon waarvoor de kleding wordt gemaakt. Ook worden standaard onderdelen aan elkaar gemaakt, bijvoorbeeld verschillende types mouwen aan hetzelfde lijf voor een jurk of blouse.
Vroeger werden patronen met een speciale, aan één kant gekromde liniaal getekend. Tegenwoordig werkt men hiervoor met een computer, met CAD, net zoals bij andere manieren van technisch tekenen. Er bestaan verschillende softwarepakketten voor patroontekenen, zoals PatternMaker, PatternDesign, Modaris, PGS-mode en Accumark. Ook wordt wel Adobe Illustrator gebruikt. Na het ontwerpen van het patroon op een computer is het nog nodig om het patroon op groot formaat uit te printen.

## Draagcomfort
Bij het tekenen van het patroon moet niet alleen rekening worden gehouden met de maten van de persoon voor wie het kledingstuk bestemd is, maar ook met het draagcomfort. Een prettig zittend kledingstuk bevat voldoende bewegingsruimte. Een nauwsluitend lijf van een blouse heeft weinig bewegingsruimte; een overjas heeft veel ruimte. Het modebeeld heeft veel effect op de bewegingsruimte die in kleding wordt gebracht. De bewegingsruimte van een kledingstuk wordt met termen aangegeven zoals nauwsluitend (3-6 mm ruimte), half passend, losse pasvorm (rond 14 cm ruimte) of oversized (zeer wijd).

## Voering
Voor het tekenen van de voering zijn aanpassingen aan het patroon. Voor kledingstukken met een beleg moet men rekening houden met de methode waarop de voering op het beleg wordt vastgezet. De afmetingen van het beleg moeten dan uit het patroon worden weggelaten. Ook wordt de voering bij de mouwen en aan de onderzijde van het kledingstuk korter; de zoomtoeslag moet daarbij worden weggelaten. Details als figuurnaden worden vereenvoudigd, en bijvoorbeeld vervangen door een enkele naad in de rug van een jas of rok. Maar wel geldt dat de voering een paar millimeter ruimer moet zijn, zodat de stof niet strak trekt.

## Maatnemen

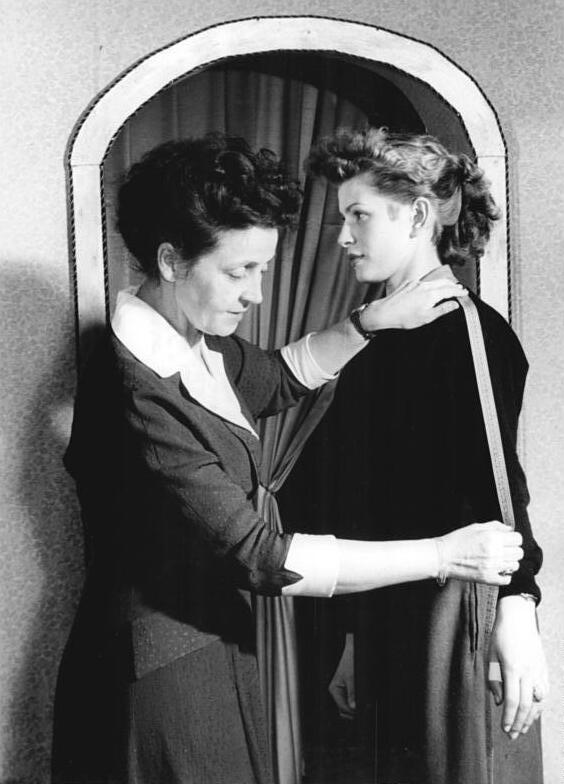
Mouwlengte meten anno 1956. Voor een 3/4 of 7/8 mouw wordt langs de arm gemeten. Bij volledig lange mouw wordt met een gekromde arm gemeten, over de elleboog, omdat de mouw anders te kort zou worden.

Om een patroon te kunnen tekenen moet er eerst een idee bestaan over hoe het kledingstuk eruit moet zien. Vervolgens neemt men de maat van de persoon voor wie het uiteindelijke kledingstuk bedoeld is. Meestal wordt een basispatroon, voor een jurk, blouse, rok of pantalon, aangepast aan de maten van de persoon of aan het specifieke ontwerp. Basispatronen zijn over het algemeen gebaseerd op standaard confectiematen.
Om te kunnen patroontekenen moet een persoon beschikken over driedimensionaal inzicht, om zich voor te stellen hoe een platte lap stof naar een driedimensionaal kledingstuk kan worden omgevoerd. Over het algemeen worden in elk geval de bovenwijdte, taille en heupwijdte opgemeten. Bovenwijdte en heupwijdte zijn bepalend voor de confectiemaat. Afhankelijk van het soort kledingstuk worden de volgende maten genomen:
- Rughoogte - de afstand van de nek (zevende halswervel) tot de onderzijde van de arm (japon, blouse)
- Rugbreedte - de breedte van de rug ter hoogte van het midden van de mouwen (japon, blouse, mantel)
- Taillelengte - de afstand van de nek tot de taille (japon)
- Voorlengte - de lengte van de taille tot aan de onderzijde van het kledingstuk aan de voorzijde (rok, japon)
- Achterlengte - de lengte van de taille tot aan de onderzijde van het kledingstuk aan de achterzijde (rok, japon)
- Zijlengte - de lengte van de taille tot aan de onderzijde van het kledingstuk aan de achterzijde (rok, japon)
- Bovenwijdte - de wijdte gemeten over het breedste deel van de buste (japon, blouse, mantel)
- Kleine bovenwijdte - gemeten over de bovenkant van de buste, onder de armen door
- Taillewijdte - gemeten over het smalste deel van de taille (rok, japon). Om de taille te vinden, kan eerst een touwtje om het middel gebonden worden; door naar links en rechts te buigen gaat het touwtje op de plaats van de taille zitten.[16]
- Heupwijdte - gemeten over het breedste deel van de heup (rok, japon, pantalon). Het breedste deel van de heup zit meestal ca. 23 cm onder de taille.[16]
- Armsgatdiepte - van het hoogste punt van de schouder tot onder de oksel, de persoon houdt daartoe een liniaal in de oksel geklemd
- Bustehoogte - van het hoogste punt van de schouder tot het breedste deel van de buste (blouse, jurk)
- Halswijdte - het smalste deel van de hals (voor krappe blouse, kol etc.)
- Busteafstand - controlemaat, alleen indien verwacht wordt dat de maat afwijkt van de gemiddelde persoon (blouse, jurk)
- Buikvoorsprong - controlemaat, alleen indien verwacht wordt dat de maat afwijkt van de gemiddelde persoon
- Mouwlengte (blouse, japon, jas etc.)
- Zithoogte - zittend gemeten, de afstand tussen de taille, of de plaats waar de band komt te zitten, en het zitvlak (pantalon)
- Zijlengte (pantalon)
- Bandwijdte - kan gelijk zijn aan de taillewijdte voor een rok, maar kan ook op een lager punt gemeten worden (pantalon)
- Onderkniewijdte - net onder de knie, het smalste deel (rijbroek)
- Kuitwijdte - gemeten over het breedste deel van de kuit (rijbroek)
- Enkelwijdte - gemeten over het dunste deel van de enkel (rijbroek)

Bij wijdtematen wordt het meetlint horizontaal, evenwijdig aan de vloer gehouden; bij lengtematen houdt men het meetlint vertikaal (loodrecht op de vloer).

## Benodigdheden

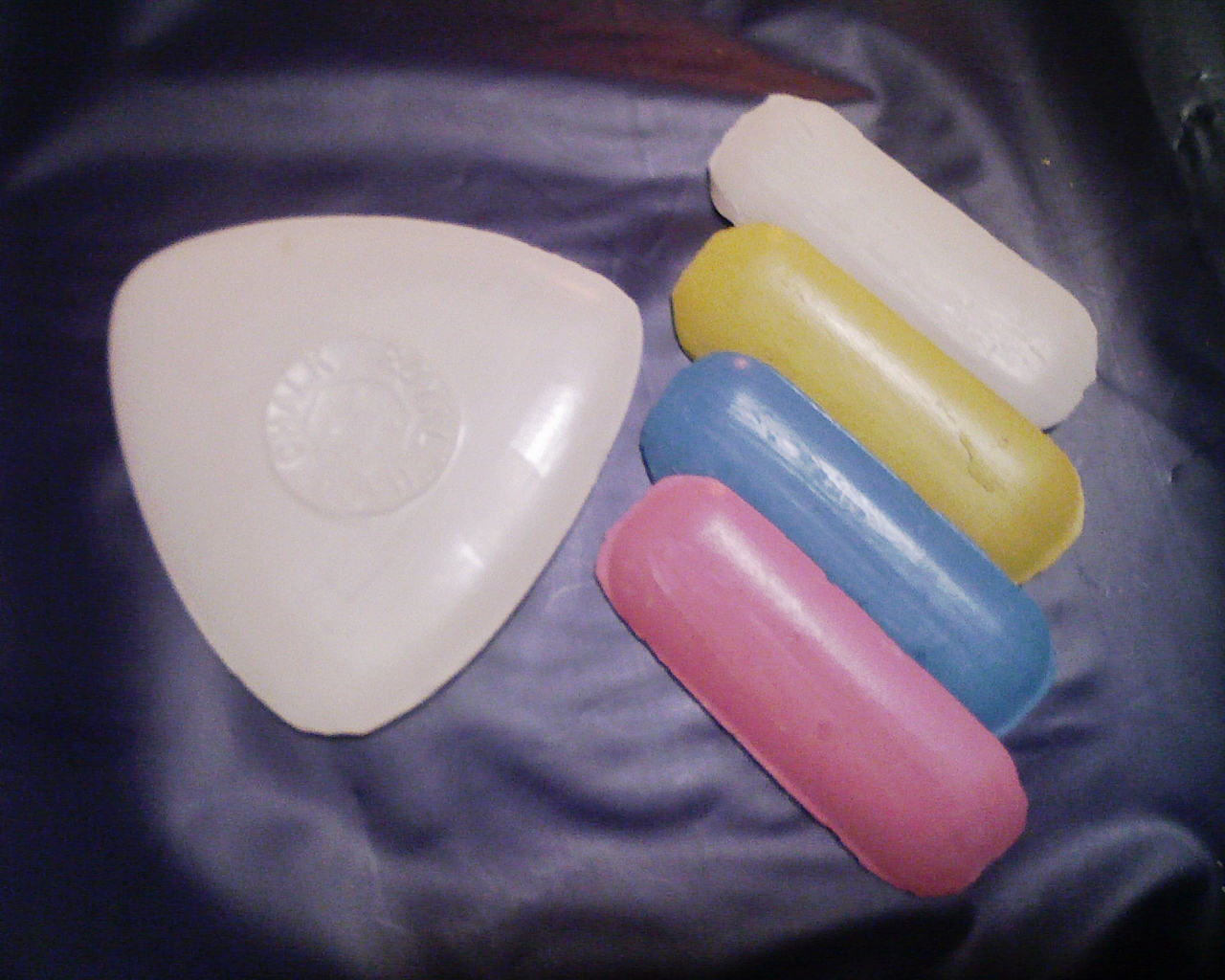
Kleermakerskrijt in verschillende kleuren

Voor patroontekenen is uiteraard papier nodig met grote afmetingen. Het moet stevig papier zijn dat niet te snel scheurt en het moet makkelijk te knippen zijn. Soms wordt transparant papier gebruikt om patronen van een voorbeeld over te trekken.
Daarnaast zijn de volgende benodigdheden nodig:
- lange liniaal, tekenhaak.
- tekenschaats, voor het tekenen van kromme lijnen.
- schaar.
- gewichten om het papier op zijn plaats te houden.
- afplaktape, om eventueel papieren delen aan elkaar te plakken
- ponstang voor het aanbrengen van markeringstekens. Gaatjes knippen kan ook.
- meetlint en eventueel een taillemeetlint om de taille op de persoon te markeren tijdens het opmeten.

## Commercieel verkrijgbare patronen

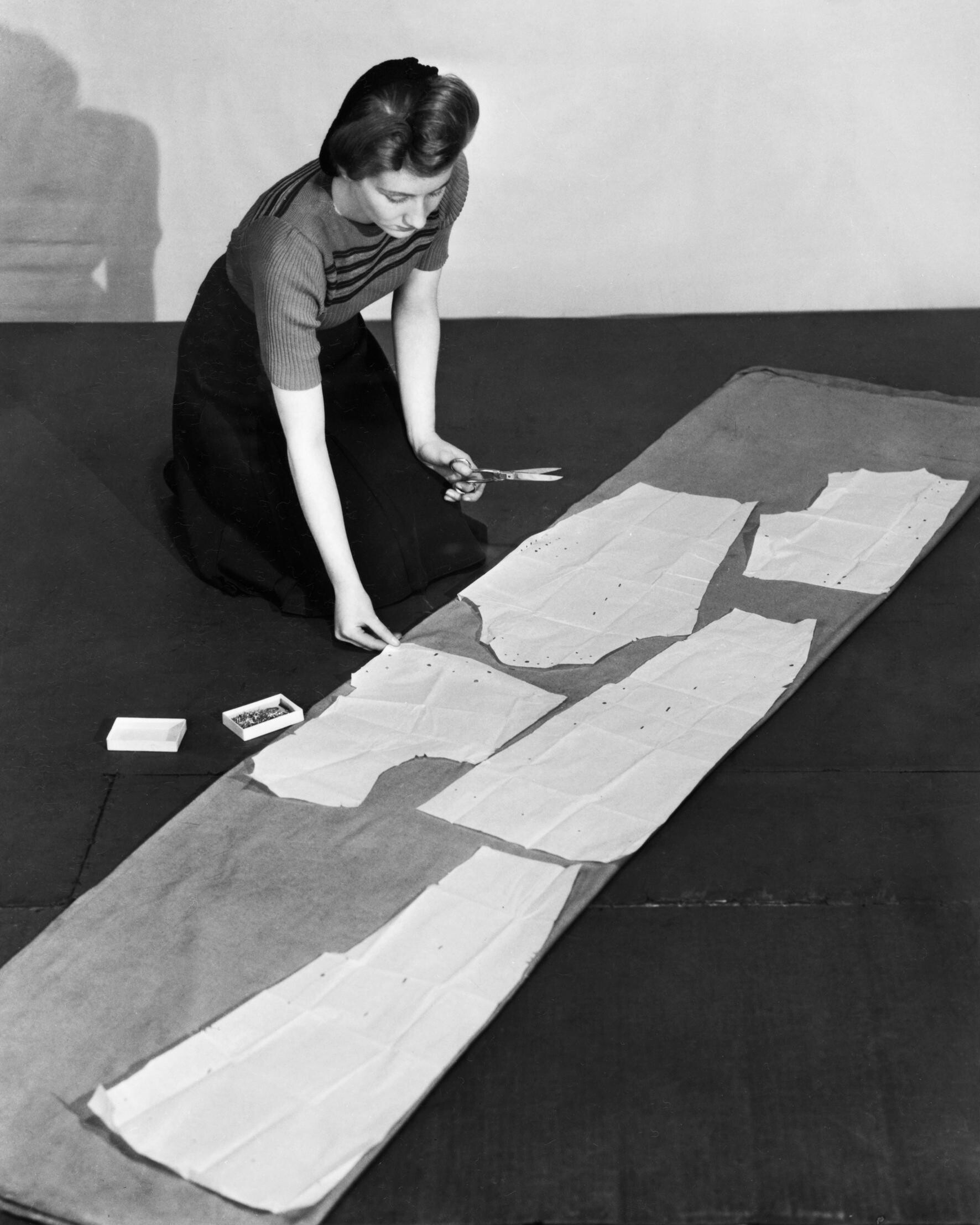
Een vrouw heeft de uitgeknipte patronen op stof gelegd om ze uit te knippen.

Kant-en-klare patronen worden verkocht als knippatroon van papier. Een voorbeeld van tijdschriften over knippatronen zijn Marion, Knipmode, Vogue en Burda Moden (in Nederland kortweg "de Burda" genoemd) van de Duitse uitgeefster Aenne Burda. Een tijdschrift voor handwerken uit de jaren 70 heette Ariadne.

## Gebruik van het patroon bij het maken van kleding
De persoon die het kledingstuk wil maken moet de onderdelen van het patroon dan uitknippen en op de stof leggen. Vervolgens wordt de stof geknipt, waarbij een rand voor de zomen en naden wordt meegeknipt (de zogeheten naadtoeslag), waarna het kledingstuk in elkaar gezet kan worden. Bij sommige patronen is de naadtoeslag in het patroon meegenomen, bij andere moet deze worden bijgedacht, zodat bij het knippen om het patroon heen geknipt moet worden.

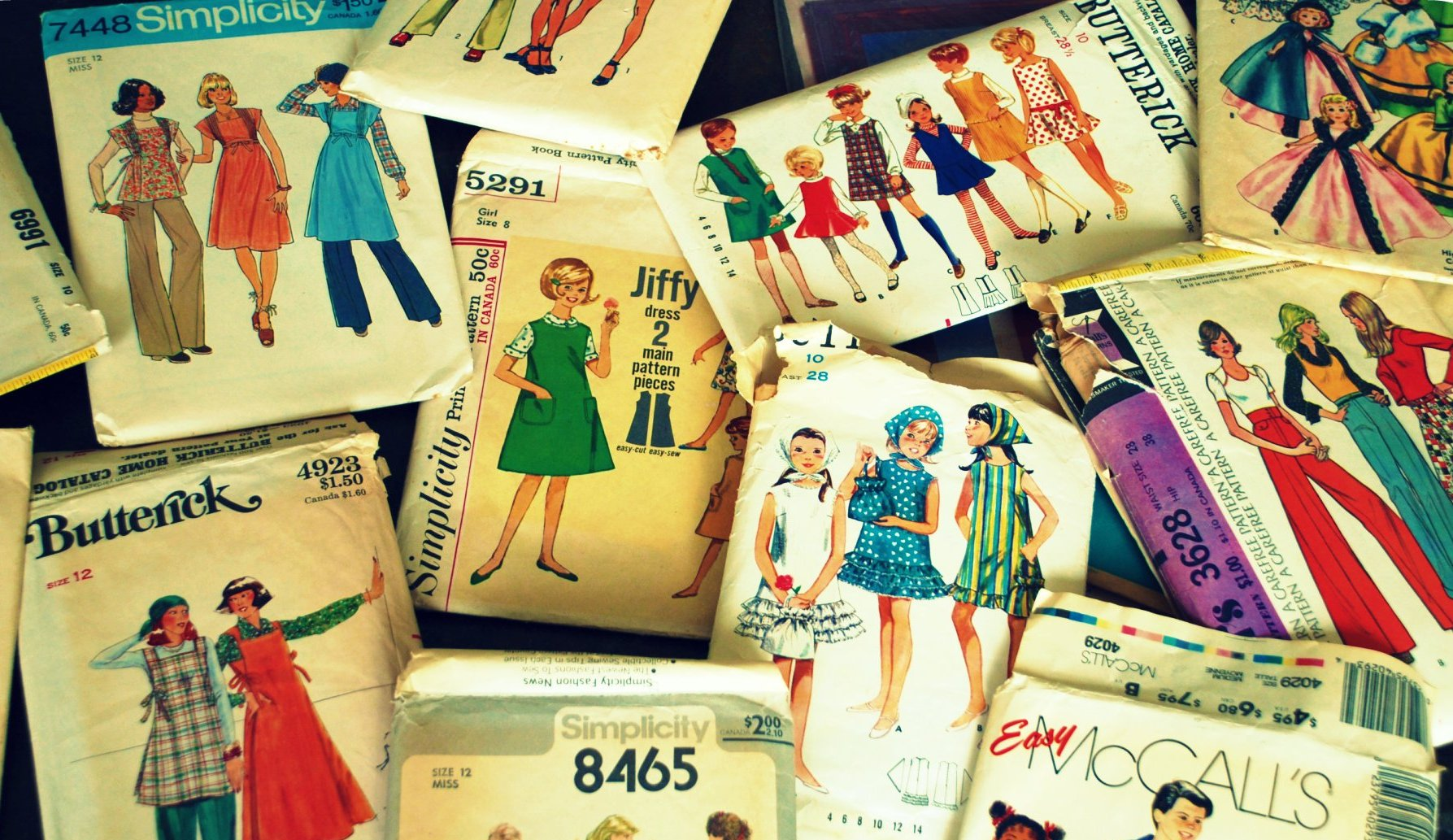
Een verzameling commercieel verkrijgbare knippatronen

Om papier te besparen, worden meerdere delen van het kledingstuk vaak over elkaar heen gedrukt. Het patroon moet dan met kalkeerpapier en een radertje op de stof worden overgebracht. Vaak zijn ook meerdere maten van hetzelfde kledingstuk aangegeven.
Voor het overbrengen van de tekening op de stof is nodig:
- spelden, bij voorkeur zonder plastic kop, omdat het papier en de stof dan vlakker blijven.
- radeerwieltje en radeerpapier (bij gebruik van kant-en-klare patronen, die over elkaar heen gedrukt zijn).
- kleermakerskrijt

## Markeringen
Op patronen voor kleding worden diverse markeringen aangegeven die van belang zijn voor het knippen van de stof of voor het in elkaar zetten van het kledingstuk.
- Commerciële patronen worden veelal geleverd in meerdere maten, die aangegeven zijn met lijnen (doorgetrokken, of gestippeld). Bij een afwijkende maat van een persoon, kan van de ene naar de volgende maat geknipt worden, bijvoorbeeld als iemand naar verhouding bredere of juist smallere heupen heeft dan op grond van de buste-omvang.
- Driehoekige markeringen geven aan waar de verschillende patroondelen op elkaar moeten vallen; bijvoorbeeld een ijkpunt voor het inzetten van de mouw aan het voorpand.
- Ronde markeringen geven de figuurnaden aan.
- De draadrichting is op elk patroondeel aangegeven. Hiermee wordt aangegeven hoe het patroondeel op de (geweven) stof gelegd moet worden. De draadrichting geeft de richting van de zelfkant en de schering aan.
- Vouwlijn. Sommige patroondelen worden dubbel en aan elkaar geknipt; de vouw van de stof is dan aangegeven. Een voorbeeld is meestal het rugpand.
- Verleng- of inkortlijnen: deze zijn aangegeven bij patronen die ingekort of juist verlengd kunnen worden.
- Markeringen in de vorm van stippellijnen voor de plaats van knoopsgaten en plooien.
- Het patroon bevat meestal ook een knipschema, dat aangeeft hoe zo zuinig mogelijk geknipt kan worden. Dit schema kan afwijken voor stoffen met bijvoorbeeld een vleug.